# Вејко Пересало
 Вејко Туомас Пересало (фин. Veikko Tuomas Peräsalo; Илмајоки, 1. фебруар 1912 — Јивескиле, 25. август 1992) био је фински атлетичар, који се тачмичио  у скоку увис.

## Спортска биографија
Пересало је 2. јула 1933. у Ослу прескочио висину европског рекорда 1,98 м. У мају 1934. скочио је у Сеинајокију 2,05 м, што је био први званични прелаз преко два метра у Европи, и други финских скакача. Калеви Коткас скочио је 2,1 м у Рио де Жанеиру у марту 1934. и Мађар Михаил Бодоши 2,05 м на неформалном такмичењу у Печују у априлу 1934. године.
Исте године на  1. Европском првенству  у атлетиви у Торину скоком од 1,97 м. освојио је бронзану медаљу, иза свог земљака Калеви Коткаса 2,00 м и другопласираног Норвежанина Биргера Халворсена 1,97 цм. Иако је постигао исти резултат као другопласирани, Пересало је заузео треће место због већег броја покушаја.
Учесник је Летњих олимпијских игара 1936. и у финалу и саузео 12 место. 